# (1442) Corvina
(1442) Corvina ist ein Asteroid des Hauptgürtels, der am 29. November 1937 von dem ungarischen Astronomen György Kulin am Konkoly-Observatorium in Budapest entdeckt wurde.
Der Asteroid trägt den Namen des ungarischen Königs Matthias Corvinus, dessen Bibliotheca Corviniana als eine der damals größten Schriftensammlungen berühmt wurde.